# شورش نوامبر
شورش نوامبر (۳۱-۱۸۳۰) که به عنوان جنگ روسیه و لهستان در ۳۱-۱۸۳۰ نیز شناخته می‌شود، شورشی مسلحانه علیه امپراتوری روسیه بود. این شورش در بخش تحت کنترل روسیه از لهستان تجزیه شده اتفاق افتاد.
شورش در ۲۹ نوامبر سال ۱۸۳۰ آغاز شد؛ افسران جوان لهستانی آکادمی نظامی پادشاهی لهستان، به رهبری ستوان پیتر ویسوتسکی (Piotr Wysocki)، در ورشو شورش را آغاز کردند. طولی نکشید که دسته‌های بزرگی از مردم لیتوانی، بلاروس و اوکراین کرانه راست نیز به شورش پیوستند. با وجود اینکه شورش در ابعاد محلی موفقیت‌هایی کسب کرد، اما در نهایت ارتش روسیه، که از نظر عددی دست بالاتر را داشت، تحت رهبری ایوان پاسکویچ، شورش را سرکوب کرد. نیکلای یکم، امپراتور روسیه، در سال ۱۸۳۲ حکمی صادر کرد که طبق آن، لهستان تحت اشغال روسیه، استقلال خود را از دست داد و به امپراتوری روسیه ملحق شد. همچنین ورشو تقریبا به یک پادگان نظامی تبدیل و دانشگاه آن بسته شد.